# Роланд Бергкамп
Роланд Бергкамп (нід. Roland Bergkamp, нар. 3 квітня 1991, Амстелвен) — нідерландський футболіст, нападник клубу «Спарта» (Роттердам).

## Клубна кар'єра
Роланд Бергкамп - вихованець футбольного клубу ТОГБ з міста Беркел-ен-Роденрейс. З п'ятнадцяти років він виступав за юнацький склад «Ексельсіора» з Роттердаму, а в травні 2008 року Роланд уклав з клубом контракт на три роки.
Дебют нападника в команді відбувся 14 серпня 2009 року в матчі Еерстедивізі проти «Ден Босха», який завершився гостьовою перемогою роттердамців з рахунком 3:2. 12 березня 2010 року Бергкамп забив свій перший гол за «Ексельсіор», вразивши ворота МВВ з Маастрихту. У своєму першому сезоні Роланд відзначився трьома забитими голами в 26 матчах чемпіонату, за підсумками якого його команда змогла завоювати путівку до Ередівізії.
1 липня 2011 року, після відмови від нового контракту з «Ексельсіором», Бергкамп підписав контракт з новачком англійського Чемпіоншипу, клубом «Брайтон енд Гоув Альбіон» терміном на 2 роки, заробітна плата в його новому клубі не розголошувалася. 17 листопада 2011 року на правах короткострокової орендної угоди (1,5 місяці) перейшов до складу представника англійської Ліги 1, клубу «Рочдейл». У складі свого нового клубу дебютував 19 листопада 2011 року у переможному для його нового клуба матчі (1:0) проти «Престона». В кінці серпня 2012 року Роланд перейшов на правах оренди в клуб ВВВ-Венло. Після невдалої спроби закріпитися в «Брайтоні» 21 травня 2013 року отримав статус вільного агента.
У липні 2013 року уклав контракт з клубом «Еммен» за схемою 1+1.
24 червня 2015 року Бергкамп перейшов в роттердамському «Спарту», підписавши з клубом контракт на два роки.

## Кар'єра в збірній
Завдяки вдалій та впевненій грі в сезоні 2010/2011 років, 9 березня 2011 року Бергкамп отримав запрошенням від тренера Кора Пота для участі в тренувальному зборі молодіжної збірної Нідерландів з футболу до 21 років. Він не потрапив до остаточної заявки збірної, але після травми Чарльтона Вісенто, Бергкамп замінив його та зрештою потрапив до заявки. 25 березня 2011 року він дебютував за молодіжну збірну Нідерландів проти однолітків з Німеччини. Проте Бергкамп не зміг завадити німецькій молодіжці переграти однолітків з Нідерландів з рахунком 3:1.

## Досягнення
- Еерстедивізі
  -  Чемпіон (1): 2015/16 (у складі «Спарти»)

## Особисте життя
Роланд — племінник колишнього нападника Аякса, Інтернаціонале та Арсенала Денніса Бергкампа. Батько Роланда, Ад Бергкамп, працює в медичному штабі «Ексельсіора», займаючи посаду хірурга-ортопеда.

## Статистика
| Сезон             | Клуб                     | Країна            | Змагання          | Змагання | Змагання | Кубок | Кубок | Міжнародний | Міжнародний | Плей-оф | Плей-оф | Загалом | Загалом |
| Сезон             | Клуб                     | Країна            | Змагання          | Ігри     | Голи     | Ігри  | Голи  | Ігри        | Голи        | Ігри    | Голи    | Ігри    | Голи    |
| ----------------- | ------------------------ | ----------------- | ----------------- | -------- | -------- | ----- | ----- | ----------- | ----------- | ------- | ------- | ------- | ------- |
| 2009/10           | Ексельсіор               | Нідерланди        | Еерстедивізі      | 26       | 3        | 0     | 0     | -           | -           | 4       | 0       | 30      | 3       |
| 2010/11           | Ексельсіор               | Нідерланди        | Ередивізі         | 28       | 5        | 2     | 0     | -           | -           | 4       | 2       | 34      | 7       |
| Усього за клуб    | Усього за клуб           | Усього за клуб    | Усього за клуб    | 54       | 8        | 2     | 0     | -           | -           | 8       | 2       | 64      | 10      |
| 2011/12           | Брайтон енд Гоув Альбіон | Англія            | Чемпіоншип        | 0        | 0        | 0     | 0     | -           | -           | 0       | 0       | 0       | 0       |
| Усього за клуб    | Усього за клуб           | Усього за клуб    | Усього за клуб    | 0        | 0        | 0     | 0     | -           | -           | 0       | 0       | 0       | 0       |
| 2011/12           | → Рочдейл                | Англія            | Ліга 1            | 3        | 0        | 0     | 0     | -           | -           | 0       | 0       | 3       | 0       |
| Усього за клуб    | Усього за клуб           | Усього за клуб    | Усього за клуб    | 3        | 0        | 0     | 0     | -           | -           | 0       | 0       | 3       | 0       |
| 2012/13           | → ВВВ-Венло              | Нідерланди        | Ередивізі         | 10       | 0        | 1     | 0     | -           | -           | 1       | 0       | 12      | 0       |
| Усього за клуб    | Усього за клуб           | Усього за клуб    | Усього за клуб    | 10       | 0        | 1     | 0     | -           | -           | 1       | 0       | 12      | 0       |
| 2013/14           | Еммен                    | Нідерланди        | Еерстедивізі      | 34       | 13       | 2     | 0     | -           | -           | 0       | 0       | 36      | 13      |
| 2014/15           | Еммен                    | Нідерланди        | Еерстедивізі      | 37       | 12       | 2     | 1     | -           | -           | 2       | 1       | 41      | 14      |
| Усього за клуб    | Усього за клуб           | Усього за клуб    | Усього за клуб    | 71       | 25       | 4     | 1     | -           | -           | 2       | 1       | 77      | 27      |
| 2015/16           | Спарта (Роттердам)       | Нідерланди        | Еерстедивізі      | 9        | 3        | 0     | 0     | -           | -           | 0       | 0       | 0       | 0       |
| Усього за клуб    | Усього за клуб           | Усього за клуб    | Усього за клуб    | 9        | 3        | 0     | 0     | -           | -           | 0       | 0       | 0       | 0       |
| Усього за кар'єру | Усього за кар'єру        | Усього за кар'єру | Усього за кар'єру | 147      | 36       | 7     | 1     | 0           | 0           | 11      | 3       | 156     | 37      |